# ماریو پاجوتو
ماریو پاجوتو (به ایتالیایی: Mario Pagotto) بازیکن فوتبال و  اهل ایتالیا است که از سال ۱۹۴۰ میلادی عضو تیم ملی فوتبال ایتالیا بوده و در ۱ بازی ملی حضور داشته‌است. او در بازی‌های ملی‌اش گلی به ثمر نرساند.
ماریو پاجوتو آخرین بازی ملی خود را در سال ۱۹۴۰ میلادی انجام داد.